# پگاه فریدونی
پگاه فریدونی (زادهٔ ۲۵ ژوئن ۱۹۸۳) بازیگر و مجری آلمانی-ایرانی است. او بازیگر نقش اول فیلم‌هایی چون گربهٔ ناقص و آیلا بوده‌است.

## فیلم‌شناسی

### فیلم
- ۲۰۰۹: زنان بدون مردان در نقش فائزه
- ۲۰۱۰: آیلا در نقش آیلا[۲]
- ۲۰۱۳: ۳۰۰ کلمه آلمانی در نقش لاله دمیرکان[۳]
- ۲۰۱۸: گربهٔ ناقص در نقش مینا[۱]

### مجموعهٔ تلویزیونی
- ۲۰۰۶: ترکی برای مبتدیان در نقش یامور اوزتورک
- ۲۰۰۸: خاطرات دکتر در نقش آنیتا
- ۲۰۰۹: پرونده‌ای برای دو نفر در نقش راپا چوپرا
- ۲۰۲۳: قتلی در پایان دنیا در نقش زیبا